# Should Married Men Go Home?
Should Married Men Go Home? is korte filmkomedie geregisseerd door Leo McCarey met in de hoofdrol Laurel en Hardy. Het was de eerste film waarin Stan Laurel en Oliver Hardy samen werden aangekondigd als een duo. Een paar scènes werden later opnieuw bewerkt in geluidsfilms zoals Men O' War en Come Clean. Het camerawerk voor de film werd verzorgd door regisseur George Stevens.

## Plot
Wanneer Laurel Hardy thuis bezoekt, ontstaat er gekkigheid en stuurt de vrouw van Hardy hen weg. Ze gaan naar een golfbaan waar ze proberen indruk te maken op twee jongedames en uiteindelijk belanden ze in een modderslingergevecht met andere golfers.